# Девятая авеню
Девятая авеню (англ. Ninth Avenue) — улица в Манхэттене с односторонним движением. По всей длине улицы разрешено движение в южном направлении, за исключением участка между Генсвурт-стрит и 14-й улицей, где движение осуществляется в северном направлении. Начинается от Гринвич-стрит. После перекрёстка с 60-й улицей имеет название Коламбус-авеню. Заканчивается, переходя в Морнингсайд-драйв.

## Описание
От своего начала в районе Митпэкинг, до перекрёстка с 59-й улицей, Девятая авеню образует 48 кварталов. Дальнейший участок — Коламбус-авеню — назван в честь Христофора Колумба. Затем она продолжается через Верхний Вест-Сайд до 110-й улицы, где она переходит в Морнингсайд-драйв и продолжается далее через Морнингсайд-Хайтс до 122-й улицы.
Квартал Девятой авеню, расположенный между 15-й и 16-й улицами, где в 1912 году были произведены первые печенья «Орео», имеет неофициальное название «Дорога Орео».